# Tom & Jerry: The Ultimate Game of Cat and Mouse!
Tom & Jerry: The Ultimate Game of Cat and Mouse!  (также: Tom & Jerry (and Tuffy), Tom and Jerry) — игра в жанре платформера, разработанная компанией Software Creations и изданная Hi-Tech Expressions по лицензии и по мотивам мультсериала «Том и Джерри». Выход состоялся в 1991 году на игровой приставке Nintendo Entertainment System. 
В 1993 году игра была портирована на персональный компьютер с системой MS-DOS студией Albino Frog Software.

## История разработки
Игра была разработана компанией Software Creations, которая позднее стала известна как Acclaim Studios Manchester (став подразделением известной компании Acclaim Entertainment), располагавшейся в Манчестере, Великобритания. Оригинальный релиз состоялся в 1991 году для NES, а в 1993 году было произведено портирование игры на ПК силами Albino Frog Software. 
Изданием занималась компания Hi-Tech Expressions, которая ранее уже выпустила игру по мотивам «Тома и Джерри» — Tom and Jerry: Yankee Doodle's CAT-astrophe 1990 года.
Продюсером и геймдизайнером выступил Джон Пикфорд (англ. John Pickford), программистом — Пол Мюррей (англ. Paul Murray), художником — Дэвид Маклахлан (англ. David McLachlan), а музыкальные темы написал композитор Джефф Фоллин (англ. Geoff Follin) по мотивам музыки Скотта Брэдли из оригинальных мультфильмов.
Порт для MS-DOS имеет аналогичный оригинальной версии геймплей, графику в более высоком качестве, однако не содержит музыкального сопровождения — только базовые звуковые эффекты.

## Сюжет
Игра основана на одноимённом мультсериале.
По сюжету, Том заключил племянника мышонка Джерри, Таффи, на чердаке. Теперь Джерри необходимо добраться до своего собрата чтобы освободить его из клетки.

## Игровой процесс
Игра выполнена в жанре платформера. Игрок управляет только одним персонажем — мышонком Джерри. Ему необходимо перемещаться по уровням, которые представляют собой различные этажи дома, чтобы спасти Таффи.
Дом разделён на пять зон, в каждой — три уровня, на каждом из уровней Джерри необходимо преодолевать препятствия чтобы затем, в конце уровня, сразиться с Томом.
Джерри имеет бесконечный запас шариков для обстрела врагов, а также различное оружие, такое как молоток, дрель или жвачка. 

## Рецензии и оценки
| Иноязычные издания | Иноязычные издания |
| Издание            | Оценка             |
| ------------------ | ------------------ |
| GameZone           | 88 % из 100 %      |
| Joypad             | 87 из 100 %        |
| GameHippo.com      | 80 из 100 %        |
| Nintendo Power     | 68 % из 100 %      |

The Ultimate Game of Cat and Mouse! получила очень положительные оценки от профильной прессы. 
Так, журнал GameZone поставил игре 88% из 100%, отметив, что «„Том и Джерри“» находится на одном уровне с такими играми, как „Чип и Дейл“ и „Семейка Аддамс“, но, к счастью, намного лучше, чем обе».
Французский журнал Joypad также поставил игре высокую оценку 87% из 100%: «История в нескольких словах: Том похитил племянника Джерри, Таффи. Теперь Джерри должен добраться до чердака, где содержится Таффи (...) быстро забываем историю, которую скрываем между двумя складками коры головного мозга. Во всем этом важно помнить, что Джерри должен пройти через весь дом, прежде чем добраться до чердака. Из подвала на чердак через кухню или водопровод! Не забыты ни враги, ни различные неудачи, типичные для любого хорошего платформера».
Журнал Nintendo Power Magazine, специализирующийся на обзорах игр для приставок Nintendo, поставил игре 68% из 100%.
Компьютерная (DOS) версия игры также получила неплохие оценки, несмотря на некоторые упрощения (в частности, отсутствие музыки): «Tom & Jerry — довольно простой платформер, состоящий из десяти совершенно блестяще разработанных уровней, каждый из которых наверняка бросит вызов даже самому опытному платформеру. Кроме того, есть 5 босс-уровней [оканчивающихся столкновением с боссом]. Эстетически эта игра довольно хороша, учитывая, что она была выпущена 10 лет назад (я даже купил игру тогда), хотя звук из внутреннего динамика ПК — явно плохой. Однако почти безупречный платформерный геймплей — это то, чем игра правда сияет», — пишет обозреватель GameHippo.com, поставивший игре 8 из 10 баллов, в своем ретро-обзоре 2003 года.

## Признание
Картридж с игрой хранится в музее The Strong National Museum of Play.

## Правовой статус
Так же, как и предшественницу, Tom and Jerry: Yankee Doodle's CAT-astrophe (1990), The Ultimate Game of Cat and Mouse! принято относить к категории программного обеспечения abandonware: когда ПО уже не продаётся в магазинах за давностью лет и не поддерживается производителем или издателем, в данном случае — закрытой в 1995 году Hi-Tech Expressions.
На современных операционных системах ПК-версия может быть запущена при помощи эмулятора DOSBox, кроме того, есть сайты, где игра размещена и доступна в онлайн-режиме при помощи браузерного исполнения эмулятора. Консольная версия, как и все игры NES, может быть запущена на ПК при помощи эмуляторов этой консоли.